# Melliniïta
La melliniïta és un mineral de la classe dels elements natius. Nom atorgat en honor del professor Marcello Mellino, neuròleg a les Universitats de Perusa, Pisa i Siena, pel seu desenvolupament en els estudis de meteorits a Itàlia.

## Classificació
La melliniïta es troba classificada en el grup 1.BD.20 segons la classificació de Nickel-Strunz (1 per a Elements; B per a Carburs metàl·lics, silicurs, nitrurs i fosfurs i D per a Fosfurs; el nombre 20 correspon a la posició del mineral dins del grup), juntament amb els següents minerals: schreibersita, niquelfosfur, monipita, florenskiïta, allabogdanita, andreyivanovita i barringerita. En la classificació de Dana el mineral es troba al grup 1.1.31.4.

## Característiques
La melliniïta és un mineral de fórmula química (Ni,Fe)₄P; la fórmula empírica, però, és Ni2.3Fe2+1.64Co0.01P1.05, on s'observa la presència de cobalt en petitíssimes proporcions. Cristal·litza en el sistema isomètric. La seva duresa a l'escala de Mohs és 8 a 8,5. De color groc cremós.

## Formació i jaciments
S'ha descrit a l'Àfrica, concretament al Marroc.